# Jean-André Rey
Pour les articles homonymes, voir Jean-André Rey (général) et Rey.
Jean-André Rey, né le 2 juin 1914 au lieu-dit des Griolles dans la région de Toulouse, est un traducteur et un auteur français de roman policier.

## Biographie
Après des études, il obtient une licence en lettres et devient professeur de français et d'anglais dans les écoles militaires de Tulle et d'Autun.
Il commence en parallèle une carrière littéraire en publiant quelques nouvelles dans la presse. Attiré par le roman policier, il donne ensuite près de dix whodunits standards dans la collection Le Masque entre 1960 et 1976.  Après cette date, il se consacre uniquement, toujours chez le même éditeur, à une activité de traducteur qu'il avait déjà amorcé dans les années 1960. Il signe le texte français de titres de nombreux auteurs, dont Ruth Rendell, June Thomson, Marc Lovell, Michael Underwood, et de plusieurs romans d'Agatha Christie : Némésis, La Dernière Énigme, Une mémoire d'éléphant, Le Cheval à bascule, Passager pour Francfort, Hercule Poirot quitte la scène.  Avec sa femme, Claudine Rey, il a aussi donné quelques traductions, dont celle, largement tronquée, du roman de John Dickson Carr intitulé Un fantôme peut en cacher un autre. 
Jean-André Rey ne doit pas être confondu avec Jean A. Rey, auteur de romans dans les collections Le Glaive, aux Éditions Puits Pelu, et La Loupe, chez Jacquier.

## Œuvre

### Romans
- L'Énigme de la violette, Paris, Librairie des Champs-Élysées, Le Masque no 671, 1960
- Le Poignard de Tolède, Paris, Librairie des Champs-Élysées, Le Masque no 694, 1960
- La Jeune Fille aux yeux tristes, Paris, Librairie des Champs-Élysées, Le Masque no 731, 1961
- Coups de feu dans la nuit, Paris, Librairie des Champs-Élysées, Le Masque no 790, 1963
- Tempête sur le Yorkshire, Paris, Librairie des Champs-Élysées, Le Masque no 821, 1964
- Nuit de Montmartre, Paris, Librairie des Champs-Élysées, Le Masque no 837, 1964
- La Camomille de la vieille, Paris, Librairie des Champs-Élysées, Le Masque no 903, 1966
- Le Moulin du diable, Paris, Librairie des Champs-Élysées, Le Masque no 930, 1966
- Ne cherchez pas à me revoir, Paris, Librairie des Champs-Élysées, Le Masque no 1427, 1976

## Sources
- Jacques Baudou et Jean-Jacques Schleret, Le Vrai Visage du Masque, vol. 1, Paris, Futuropolis, 1984, 476 p. (OCLC 311506692), p. 361.